# Tranvia Milano-Lodi
La tranvia Milano-Lodi era una linea della rete interurbana di Milano a vapore che collegava le due città lombarde percorrendo la provinciale Piacentina (poi SS 9). Fu in esercizio dal 1880 al 1931.

## Storia
A seguito dell'entusiasmo provocato dall'apertura della prima tranvia interurbana della provincia milanese, la Milano-Monza, nel 1877 fu presentato un progetto di linea tranviaria tra Milano e Melegnano ad opera dei signori Mascetti e Verda. La concessione per la costruzione e l'esercizio di una linea che dal capoluogo ambrosiano giungesse fino a Lodi fu però accordata il 23 febbraio 1879 al cavalier Ferdinando Pistorius da Stoccarda. La linea fu inaugurata il 14 ottobre 1880, con tre giorni di ritardo sulle previsioni.
Nonostante la tranvia fosse parallela alla linea ferroviaria Milano-Piacenza, la Società per le Ferrovie dell'Alta Italia che era concessionaria di quest'ultima, non presentò alcuna opposizione alla sua costruzione, come invece era avvenuto nel caso della tranvia monzese. Servendo il territorio in maniera più capillare rispetto alla strada ferrata, la tranvia conobbe un buon successo di traffico. A Lodi, la linea era collegata alla linea per Treviglio e Bergamo, anch'essa appartenente al gruppo Pistorius.
Nel 1881, fu attivata la diramazione Melegnano-Sant'Angelo, grazie all'interesse di un consorzio intercomunale.
Nel 1882, il gruppo Pistorius fu inglobato dalla Tramways a Vapore Interprovinciali di Milano, Bergamo e Cremona (TIP), che concentrò i capilinea milanesi delle sue linee presso una nuova stazione posta lungo il viale di Porta Romana, aperta nel 1884. In precedenza, il capolinea era situato nell'attuale Viale Bligny a circa 800 m dall'attuale piazzale Medaglie d'Oro.
Sul finire degli anni novanta del XIX secolo, la TIP acquisì il controllo anche delle linee Lodi-Crema-Soncino e Lodi-Sant'Angelo, permettendo di istituire collegamenti da Milano a Crema e Soncino via Lodi.
Con l'espansione edilizia milanese, si rese necessario un potenziamento della tratta di penetrazione urbana (Rogoredo-Porta Romana), al fine di istituire un servizio suburbano a trazione elettrica svincolato da quello extraurbano a vapore. La tratta fino a Rogoredo fu così elettrificata nell'estate 1924 con tensione da 600 volt in corrente continua. La gestione del servizio passò poi dopo alcuni anni all'ATM che la inserì nella rete urbana come linea 32, spostando il capolinea da Corso Lodi all'attuale Viale Lucania. La tranvia urbana restò a binario semplice, caso unico nella rete cittadina.
La tratta extraurbana, invece, non fu interessata da progetti di potenziamento, a causa dei bassi livelli di traffico viaggiatori e alla concorrenza del trasporto su gomma nel traffico merci. Per controbattere la concorrenza del trasporto su gomma che si stava diffondendo negli anni venti, la TIP decise di sperimentare l'impiego di automotrici con motori a combustione interna alimentate a benzina. Fu acquistato un unico esemplare che svolse servizio fra Milano e Melegnano nel 1927; l'esito dell'esperienza fu valutato negativamente.
L'esercizio tranviario proseguì fino al 15 maggio 1931, quando fu soppresso e sostituito da un autoservizio.

## Caratteristiche
| Unknown route-map component "uexKBHFa" |

|  | Unknown route-map component "uexCONTgq" | Unknown route-map component "uexABZgr" |  |  |

| Unknown route-map component "uexHST" |

| Unknown route-map component "uexHST" |

| Unknown route-map component "CONTgq" | Unknown route-map component "uxmKRZo" | Unknown route-map component "CONTfq" |

| Unknown route-map component "uexHST" |

|  | Unknown route-map component "CONTgq" | Unknown route-map component "uxmKRZ" | Station on transverse track | Unknown route-map component "CONTfq" |

| Unknown route-map component "uexHST" |

| Unknown route-map component "uexHST" |

| Unknown route-map component "uexHST" |

| Unknown route-map component "uexHST" |

| Unknown route-map component "uexBHF" |

|  | Unknown route-map component "uexCONTgq" | Unknown route-map component "uexABZgr" |  |  |

| Unknown route-map component "uexhKRZWae" |

| Unknown route-map component "uexHST" |

| Unknown route-map component "uexHST" |

| Unknown route-map component "uexBHF" |

| Unknown route-map component "uexWBRÜCKE1" |

| Unknown route-map component "uexHST" |

| Unknown route-map component "uexHST" |

| Unknown route-map component "uexBHF" |

| Unused urban continuation forward |

La linea fu una tranvia a binario semplice lunga 29,692 km.
Lo scartamento adottato fu quello ordinario tranviario italiano da 1445 mm. Come per altre linee del gruppo Pistorius furono applicate rotaie Vignoles sia per i tratti urbani sia per quelli extraurbani. Nel primo caso, le rotaie erano protette da altre controrotaie, sempre di tipo Vignoles, allo scopo di agevolare lo scorrimento delle ruote dei mezzi tranviari. Il peso per metro lineare dell'armamento era di 18 kg.
La trazione rimase a vapore per tutta la durata d'esercizio della linea. Fece eccezione il tratto fra Milano e Rogoredo, elettrificato a 600 volt in corrente continua e coperto da un servizio vicinale con elettromotrici, gestito fino al 1º luglio 1931 dalla TIP e poi dall'ATM come linea urbana 32 che collegava la stazione di Rogoredo a piazzale Corvetto fino al 1960.

### Percorso
In origine la stazione milanese della linea era posta lungo il viale di circonvallazione fra le porte Lodovica e Vigentina. La linea percorreva il viale stesso fino a Porta Romana, dove svoltava in corso Lodi, proseguendo lungo la provinciale Piacentina (divenuta poi strada statale 9), costeggiando il canale Redefossi.
Alla stazione di Rogoredo attraversava a livello i binari delle ferrovie per Bologna e per Genova, quindi toccava San Donato e San Giuliano, ed entrava a Melegnano percorrendo il tracciato originario della via Emilia.
La stazione di Melegnano era posta nello slargo di via Roma, ed era punto di diramazione della linea per Sant'Angelo. La linea per Lodi, varcato il Lambro, percorreva le strette vie Dezza, San Martino e Lodi uscendo dal borgo.
Dopo Sordio, Tavazzano e San Grato la tranvia giungeva a Lodi, la cui stazione era comune con la linea per Bergamo ed era posta subito fuori Porta Milano.

### Esplicative
1. ↑  La circonvallazione fu realizzata solo successivamente.
2. ↑  Sull'area occupata dalla stazione tranviaria sorge il Palazzo di Giustizia.

### Bibliografiche
1. ↑  Fanfulla da Lodi (1880), p. 2, e Il Lemene (1880), p. 3.
2. ↑  Cornolò (1980), p. 37.
3. ↑  Attuale viale Monte Nero angolo viale Libia.
4. 1 2  Cornolò (1980), p. 52.
5. ↑  Zanin (2016),  p. 81.
6. ↑  Su quest'aspetto c'è discordanza nelle fonti. Per il Cornolò, la cessione avvenne nel 1895, mentre per lo Zanin il passaggio avvenne nell'ottobre 1898. Cfr. Cornolò (1980), p. 49 e p. 154, e Zanin (2009),  p. 44.
7. ↑  Zanin (2016),  p. 90.
8. ↑  Cornolò (1980), pp. 110-113.
9. ↑  Zanin (2016),  p. 158.
10. ↑  Cornolò (1980), p. 125.
11. ↑  Zanin (2016),  p. 92, e Archivio Storico Lodigiano (1931), p. 99. 
Si segnala che il Cornolò (1980), p. 125, e p. 190, riporta la data del 3 marzo 1937 e l'esercizio dell'autolinea da parte della Società Trasporti Automobilistici Riuniti (STAR).
12. ↑  Cornolò (1980), p. 341.
13. ↑  Cornolò (1980), p. 48, e p. 52.
14. ↑  Zanin (2016),  p. 97.